# Moms I’d Like to Forget
«Moms I’d Like to Forget» (с англ. — «Мамаши, которых хотелось бы забыть») — десятый эпизод двадцать второго сезона мультсериала «Симпсоны», вышедший в эфир на телеканале Fox network 9 января 2011 года.

## Сюжет
Эпизод начинается матчем игры «Вышибала» между четвёртым и пятым классом. Барт бьёт по мячу, но пятиклассник ловит его, принося победу своей команде. В течение нескольких дней после матча четвероклассники преследуют пятиклассников и назначают бой после уроков. Барт замечает, что у пятиклассника, который поймал мяч, такой же шрам, как у него, в форме меча на кулаке.
Барт спрашивает у Мардж про шрам. Она рассказывает ему, что ходила вместе с ним на курсы «Мама и я», на которых, помимо него, было ещё 3 ребёнка с мамами. Мардж подружилась с матерями этих детей, и они стали себя называть «Знойные мамаши», но вскоре она поссорилась с ними. По мнению Мардж, дети плохо влияли на Барта. Про шрам Мардж ничего не знает. После разговора она решила воссоединиться с подругами.
Мардж мирится с ними, а Барт начинает общаться с их детьми, ещё не зная происхождение шрама. Мардж и её подруги решают встречаться каждый вторник. Барт встречается со своими друзьями каждую неделю, но их выходки с каждым днём становятся всё опаснее и опаснее, и он решает прекратить дружбу с ними. Барт консультируется у доктора Хибберта по поводу происхождения шрамов, а тот рекомендует ему спросить у Продавца Комиксов.
Продавец Комиксов поначалу не хочет говорить об этом, но вскоре рассказывает, что произошло: около 7 лет назад он отвечал за фейерверки. Несмотря на предупреждения Мардж и других мам, дети подошли к ним и нажали сразу на все кнопки, запустив все фейерверки. Из-за огненного взрыва пострадал сэндвич Продавца Комиксов, в который было вставлено 4 маленьких меча, а после взрыва раскалённые мечи упали на руки детей, оставляя шрамы.
Зная, что их мамы поссорились из-за взрыва, Барт и Милхаус решают снова поссорить Мардж с её подругами с помощью взрыва фейерверков. Мардж застаёт их на месте преступления, Барт признаётся в своих планах. Вечером Мардж рассказывает это подругам, которые говорят, что Барт всегда оказывал на их детей плохое влияние. Мардж, обидевшись, выходит из «Знойных мамаш», после чего остальные мамы начинают целоваться.

## Оценки
Эпизод посмотрело 12,65 миллионов домов и он получил 5,7 из 14 % возможных. Это был 78 % рост рейтинга после предыдущей серии «Donnie Fatso» и высший рейтинг после Once Upon a Time in Springfield.
Роуэн Кайзер из The A.V. Club написал: «Весь эпизод будто мчится к кнопке сброса: Конечно же, для Мардж он не закончится тремя новыми лучшими подругами, и, конечно же, у Барта не появится совершенно новая команда, с которой он будет проводить время. Авторы, похоже, это знают, и разрешение ситуации выходит в лучшем случае бестолковым. Впрочем, немного беспорядочного лесбиянства поможет с концовкой. Это ведь чего-то да сто… да нет, не особо». Он поставил эпизоду C+.